# Cromwell (Oklahoma)
Cromwell é uma cidade  localizada no estado norte-americano de Oklahoma, no Condado de Seminole.

## Demografia
Segundo o censo norte-americano de 2000, a sua população era de 265 habitantes.
Em 2006, foi estimada uma população de 262, um decréscimo de 3 (-1.1%).

## Geografia
De acordo com o United States Census Bureau tem uma área de
2,8 km², dos quais 2,8 km² cobertos por terra e 0,0 km² cobertos por água. Cromwell localiza-se a aproximadamente 293 m acima do nível do mar.

## Localidades na vizinhança
O diagrama seguinte representa as localidades num raio de 20 km ao redor de Cromwell.